# 45th Road – Court House Square
45th Road – Court House Square – stacja metra nowojorskiego, na linii 7. Znajduje się w dzielnicy Queens, w Nowym Jorku i zlokalizowana jest pomiędzy stacjami Queensboro Plaza i Hunters Point Avenue. Została otwarta 5 listopada 1916.